# 費伏·森明頓
費伏·森明頓三世（英語：John Fife Symington III，1945年8月12日—），美國共和党政治人物，曾任美国亞利桑那州州长。他从1991年开始出任州长，至1997年辞职。

## 背景
森明頓生於紐約市一個來自于马里兰州的豪族家庭。他是钢铁大亨亨利·佛里克的曾外孙。他父亲小費伏·森明頓曾于1969年至1971年任美国驻千里達及托巴哥的大使。他的表兄斯图亚特·森明顿是密苏里州选出的参议员和众议员詹姆斯·森明顿的父亲。他的已故妻子是一名女牧师，奥林家族的女继承人。两人有五个孩子和四个孙子女。
他被送入巴尔的摩的一所著名私费学校，毕业后进入哈佛大学。1968年他通过荷兰艺术史毕业并是坡斯廉俱乐部的成员。在越南战争期间他在美国空军服役，驻扎在馬里科帕縣的路克空军基地。退伍后他留在亞利桑那州，进入房产事业，1976年成立了他自己的公司。
1996年他被告，1997年又被告在报告联邦保险经济情况时做假、电汇欺诈、试图敲诈和在破产过程中做假。

## 州长
1990年森明顿参加亚利桑那州的竞选，在共和党预选的四名候选人中森明顿获得了44%的选票。在11月的大选中他的对手是民主党的泰利·高达德。由于当时有四名候选人，两人之间的差异很小，最后森明顿比高达德仅多获得了4300枚选票。亚利桑那州采用两轮选举制。假如在第一轮中任何候选人都没有达到50%的话要进行第二轮选举。这个措施是1986年埃文·米查姆以仅43%的选票获选后导致的争论最后决定的。在1991年2月26日的第二轮选举中森明顿以52%的选票获选。
在他的第一任期间因为参与了一个破产了的鳳凰城储蓄银行事件被调查。后来对他的调查证明他无罪，并于1994年成功重选。
后来他被告假报财政信息和欺骗银行。1997年他因欺骗银行被判有罪。亚利桑那州宪法禁止对在职官员判刑，因此森明顿被迫辞职。
但是1999年上诉法院取消了这个判决。原因是因为在判决过程中继任亚利桑那州州长开除了一名法官，理由是该法官即将退休，其他法官抱怨她阻止所有法官达成一致判决。上诉法院认为这个开除违反了森明顿获得公正判决的权利。
2001年1月在比尔·克林顿总统离任前不久特赦森明頓，这个特赦结束了联邦政府对前州长的七年斗争。有趣的是森明顿和克林顿上大学的时候克林顿有一次在游泳的时候被卷入一股强流，几乎淹死，森明顿救了他。

## 任后
森明顿辞职后热心美食。他专门参加美食培训并帮助创立了专业培训经典法餐的亚利桑那美食研究所。此外他参加创办了一个冒险投资和商业和政治战略咨询的公司森明顿集团。
2005年森明頓在一次报纸采访中说他打算再次参加州长竞选，在亚利桑那州导致轰动，但是三个月后他又撤回了他的竞选。
2006年11月森明顿在他自己的立法区中竞争共和党主席的职位，虽然他受到约翰·麦凯恩支持但是败北。
2007年森明顿说他在1997年看到过不明飞行物，但是当时没有告知公众。